# Kanton Brou
Kanton Brou (francouzsky Canton de Brou) je francouzský kanton v departementu Eure-et-Loir v regionu Centre-Val de Loire. Tvoří ho 11 obcí.

## Obce kantonu
- Brou
- Bullou
- Dampierre-sous-Brou
- Dangeau
- Gohory
- Mézières-au-Perche
- Mottereau
- Saint-Avit-les-Guespières
- Unverre
- Vieuvicq
- Yèvres